# Manoir de Roscervo
Le manoir de Roscervo est un édifice situé à Lampaul-Ploudalmézeau en France.

## Localisation
Le château est situé sur le territoire de la commune de Lampaul-Ploudalmézeau, dans le département du Finistère en région Bretagne.

## Description
Le manoir est détruit fin 1982. Il représentait l'exemple type du manoir fortifié du haut Léon. Demeurent les murs des trois enclos, les communs avec le double portail et le pigeonnier couvert de gradins. En 1925, le premier étage du logis a été rasé et une salle aux sablières coupées de corbels sculptés a été supprimée. Le pignon de droite soutenait deux cheminées monumentales armoriées. Le manoir a été bâti en 1617 (date inscrite sur la façade). Il se trouvait au centre d'un enclos. L'entrée dans la cour se faisait par un portail défendu à l'extérieur par deux tourelles percées de meurtrières.

## Historique
Le manoir est inscrit partiellement au titre des monuments historiques par arrêté du 30 mai 1984.

## Protection
Éléments protégés : les façades et toitures des communs et du pigeonnier ; mur de clôture des quatre enclos, y compris la double entrée de l'enclos principal.

## Galerie

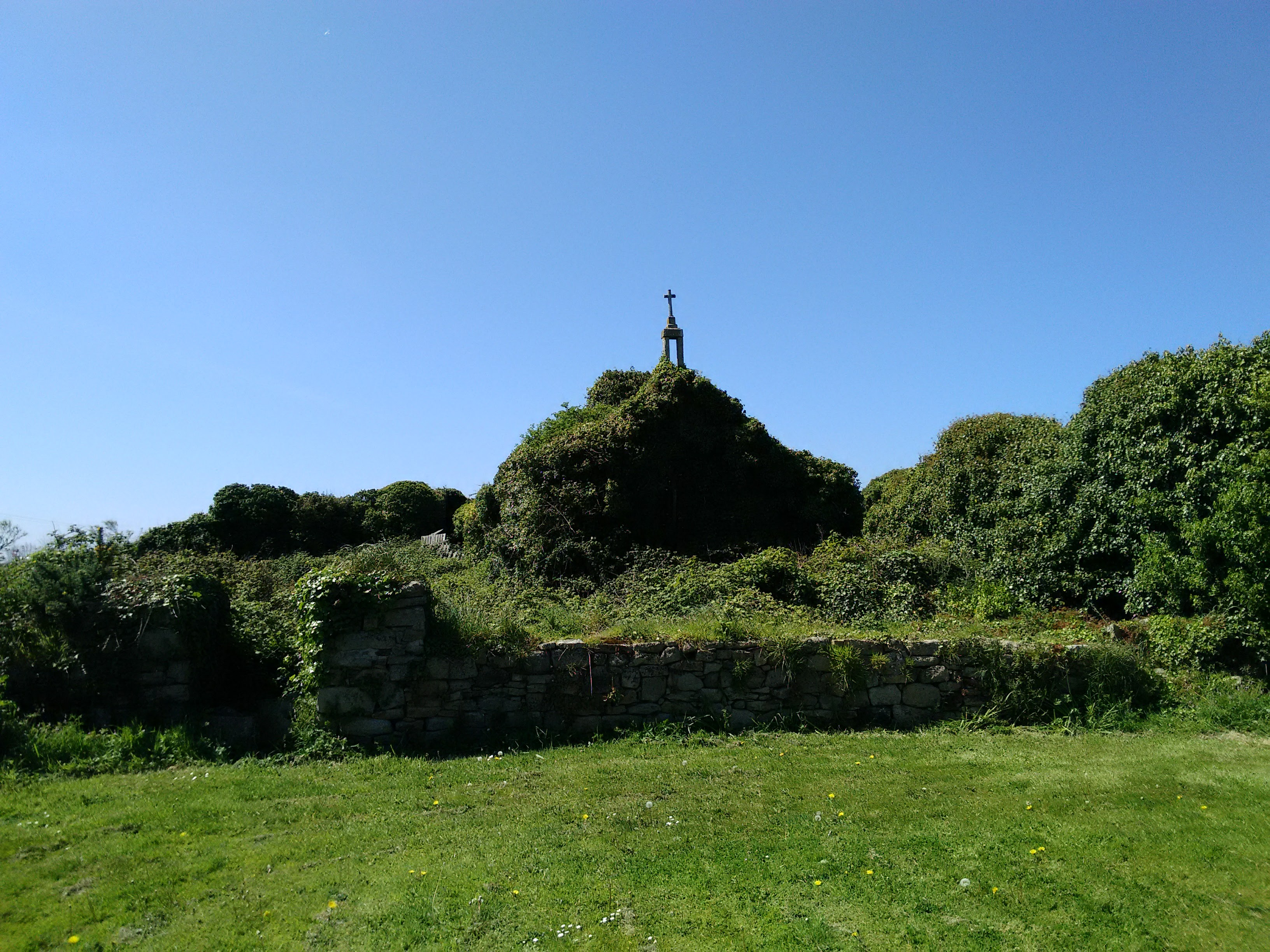
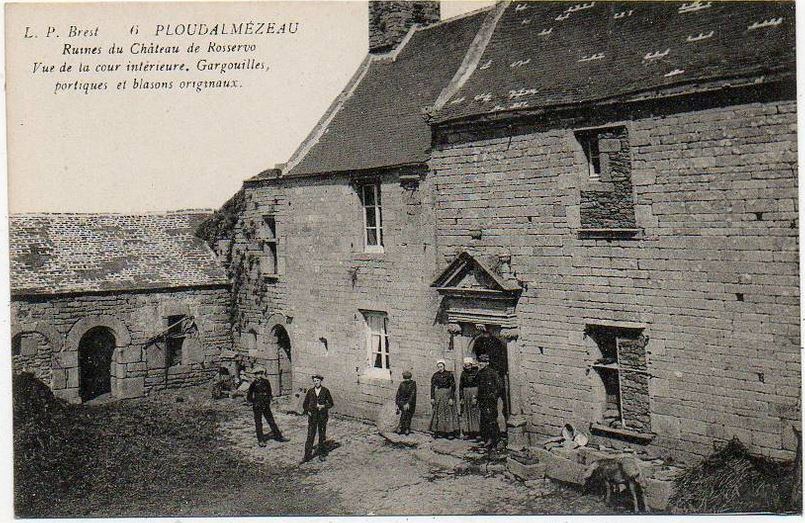